# Strikeforce: Barnett vs. Kharitonov
Strikeforce: Barnett vs. Kharitonov foi um evento de artes marciais mistas promovido pelo Strikeforce para a Semifinal do Torneio de Pesados.  O evento foi transmitido ao vivo pela Showtime, tendo ocorrido no dia 10 de setembro de 2011 na U.S. Bank Arena em Cincinnati, Ohio.

## Background
Ronaldo Souza e Luke Rockhold eram especulados a lutar no Strikeforce: Fedor vs. Henderson, mas a luta foi movida para esse card.
Alistair Overeem era esperado para encarar Antônio Silva nas semifinais do Grand Prix de Pesados do Strikeforce. No entanto, em 18 de Julho foi anunciado que Overeem havia se recusado a lutar nesse evento, pois havia se lesionado e não teria tempo suficiente para se preparar. Overeem foi mais tarde retirado do torneio, sendo subsequentemente demitido da promoção e substituído por Daniel Cormier.
Gegard Mousasi estava originalmente escalado para enfrentar Mike Kyle. Mas, depois foi anunciado que o estreante Marcos Rogerio de Lima iria lutar no lugar de Mousasi.
Josh Thomson também estava escalado para enfrentar Maximo Blanco. Porém, em 23 de Agosto, foi anunciado que ele havia lesionado e não participaria da luta. Pat Healy entrou no lugar de Thomson.
Em 23 de Agosto de 2011, foi anunciado que o card preliminar desse evento iria ao ar na HDNet. Esse seria o último evento do Strikeforce a contar com preliminares transmitidas na HDNet, com o restante das preliminares de 2011 não sendo televisionadas, e os futuros card preliminares foram transmitidos na Showtime Extreme.

## Resultados
^ a: Semifinal do Grand Prix de Pesados.

^ b: Pelo Cinturão Peso Médio do Strikeforce.

## Bolsas
Em seguida a lista de bolsas pagas aos lutadores Segundo a Ohio Athletic Commission.
- Josh Barnett: $150,000 (sem bônus de vitória) der. Sergei Kharitonov: $100,000

- Daniel Cormier: $100,000 ($50,000 bônus de vitória) der. Antonio Silva: $100,000

- Luke Rockhold: $50,000 ($25,000 bônus de vitória) der. Ronaldo Souza: $70,000

- Muhammed Lawal: $85,000 (sem bônus de vitória) der. Roger Gracie: $80,000

- Pat Healy: $17,500 ($5,000 bônus de vitória) der. Maximo Blanco: $13,000

- Mike Kyle: $44,000 ($22,000 bônus de vitória) der. Marcos Rogerio de Lima: $5,000

- Rafael Calvacante: $60,000 ($30,000 bônus de vitória) der. Yoel Romero: $10,000

- Jordan Mein: $16,000 ($8,000 bônus de vitória) der. Evangelista Santos: $20,000

- Alexis Davis: $6,000 ($3,000 bônus de vitória) der. Amanda Nunes: $7,500

- Dominique Steel: $5,000 ($3,000 bônus de vitória) der. Chris Mierzwiak: $3,000